# Command & Conquer: Renegade
Command & Conquer: Renegade er et first-person shooter-spil i Command & Conquer-spilserien.
Denne udgave adskiller sig specielt i forhold til resten af serien, da man i de øvrige spil står som befalingsmand og skal sende sine enheder til angreb mod fjenden eller tilbage for at forsvare sig.
I Command & Conquer: Renegade styrer man én enkelt infanterienhed, hvor man så kan købe sig til en bedre infanterienhed og/eller købe en enhed.
Skønt det er Electronic Arts (EA) der har stået for udgivelsen af spillet, forlader det ikke den velkendte "Real time strategy"-stil Westwood blev kendte for med bl.a. Command & Conquer: Tiberian Dawn og Command & Conquer: Red Alert.
Skønt der var mange fejl i Command & Conquer: Renegade, var en af de helt store, positive overraskelser den spillemåde der bliver kaldt "C&C-mode" – det, at kunne gå ind og ud af bygninger frit. Altså uden spillet skal stoppe, loade og så fortsætte.

## Spillestil
Der er mulighed for at spille alene mod computeren (singleplayer) eller invitere andre personer ind (multiplayer).